# Liste des seigneurs de Vichy
 (octobre 2022).

Blason des Vichy

La maison de Vichy est une famille d'extraction chevaleresque. À partir de 1510, la division des fiefs de Carados entre ses deux fils créé deux branches, la branche des seigneurs de Champrond et celle des seigneurs de Luzignac. À partir du XVIIIe siècle, les chefs de famille des deux branches porteront le titre de "marquis de Vichy".

## Liste

### Seigneurs de Vichy
| Nom          | Date de naissance | Début du règne | Fin du règne | Notes |
| ------------ | ----------------- | -------------- | ------------ | --- |
| Théodebert   |                   |                |              | Il fut l'un des bienfaiteurs de l'abbaye de Saint-Rigaud, au diocèse de Mâcon, lors de la fondation en 1065.                                           |
| Geoffroy     | 1130              | XIIe siècle    | XIIe siècle  | Il épouse Isabeau de Lévis en 1165 |
| Guillaume    | 1170              | XIIe siècle    | XIIe siècle  | Baron de Busset |
| Bouchard     | 1172              | XIIe siècle    | 1215         | |
| Dalmas       | 1215              | 1215           | 1279         | Il accompagne Saint -Louis lors de la septième croisade (1248), et reçoit la seigneurie de Ligny-en-Brionnais, où sera construit le château de Chamron |
| Raoul        | 1250              | 1279           | 1324         | |
| Guillaume II | 1280              | 1324           | 1343         | |
| Dalmas II    | 1300              | 1343           | 1357         | Il participa au siège de Verneuil contre les anglais lors de la guerre de cent ans.                                                                    |
| Guillaume    | 1330              | 1357           | 1375         | Conseiller et chambellan du duc de Bourbon (1360) |
| Robert       | 1305              |                | 1400         | Il épouse Marguerite de Champrond, dame de Champrond.                                                                                                  |
| Robert II    | 1350              | 1400           | 1417         | Fils du précédent |
| Antoine Ier  |                   | 1417           |              | Fils du précédent, seigneur de Vendègue et de Luzillat                                                                                                 |
| Carados Ier  |                   | 1452           |              | Fils du précédent, seigneur de Chenizet |

### Branche de Champrond
| Nom             | Date de naissance | Début du règne | Fin du règne | Notes                                                         |
| --------------- | ----------------- | -------------- | ------------ | ------------------------------------------------------------- |
| Antoine II      |                   |                |              | Fils du précédent                                             |
| Carados II      |                   |                | 1569         | Fils du précédent                                             |
| Antoine III     | 1530              | 1569           | 1603         | Fils du précédent                                             |
| Carados III     | 1570              |                |              | Seigneur de Chenizet,                                         |
| Claude-Antoine  | 1600              |                |              | Gouverneur de Pont-Saint-Esprit,                              |
| Gaspard         |                   |                |              |                                                               |
| Gilbert         | 1632              |                |              |                                                               |
| Gaspard II      | 1663              |                |              |                                                               |
| Gaspard Nicolas | 29 août 1699      |                | 16 juin 1781 | Marquis de La Borde, Lieutenant de cavalerie                  |
| Abel            | 1740              | 16 juin 1781   | 15/10/ 1793  |                                                               |
| Abel II         | 1765              | 15/10/1793     | 1832         | député de Saône-et-Loire                                      |
| Alphonse-Joseph | 1822              | 1832           | 1902         |                                                               |
| Gustave         | 1824              | 1902           | 1897         | frère du précédent                                            |
| Abel            | 1848              | 1897           | 1918         | fils du précédent                                             |
| Pierre Alfred   | 1849              | 1918           | 1930         | frère du précédent, dernier descendant agnatique d'Antoine II |

### Branche de Luzillat
| Prénom                 | Date de naissance | Début du règne | Fin du règne | Titre                | Notes                                                          |
| ---------------------- | ----------------- | -------------- | ------------ | -------------------- | -------------------------------------------------------------- |
| Jean                   | 1440              |                | 1510         | Seigneur de Luzillat | Fils d'Antoine Ier                                             |
| Gaspard                | 1493              | 1510           |              | Seigneur de Luzillat | Fils du précédent                                              |
| François               |                   |                |              | Seigneur de Luzillat | Fils du précédent                                              |
| François Samuel        |                   |                |              | Seigneur de Luzillat | Fils du précédent                                              |
| Jean II                |                   |                |              | Seigneur de Luzillat | Fils du précédent                                              |
| Gabriel                | 1646              |                |              | Baron de Berbezit    | Fils du précédent                                              |
| Gilbert                | 1684              |                | 1744         | Baron de Berbezit    | Fils du précédent                                              |
| Barthélémy             | 1716              | 1744           | 1789         | Marquis de Berbezit  | Fils du précédent                                              |
| Antoine Jean François  | 1748              | 1789           |              | Marquis de Vichy     | Fils du précédent                                              |
| Marc Hermand Théodore  | 1779              |                | 1860         | Marquis de Vichy     | Fils du précédent                                              |
| Alfred Jean-Baptiste   | 1809              | 1860           | 1875         | Marquis de Vichy     | Fils du précédent                                              |
| Vincent Gaston         | 1836              | 1875           | 1878         | Marquis de Vichy     | Fils du précédent                                              |
| Théodore Louis         | 1841              | 1878           | 1907         | Marquis de Vichy     | Frère du précédent                                             |
| Pierre Emmanuel Gaston | 1877              | 1907           |              | Marquis de Vichy     | Neveu du précédent, dernier descendant agnatique de Théodebert |